# Atheris barbouri
Adenorhinos barbouri là một loài rắn trong họ Rắn lục. Loài này được Loveridge mô tả khoa học đầu tiên năm 1930.